# Димитър Беров
Димитър Беров е български оперен певец, лиричен тенор от вердиевски тип, възпитаник на Елена Доскова-Рикарди.
Роден в 1939 г., Беров започва кариерата си през 60-те години в оперния театър Потсдам, ГДР. Дебютира в ролята на Манрико от операта „Трубадур“ на Джузепе Верди, която партия се превръща в негова коронна партия и бива пята от него 222 пъти за цялата му кариера. Беров е типичен представител на вокалната техника „белканто“ – ефективен начин на пеене, щадящ гласните струни, при който силата на звука идва от резонаторния апарат.
След завръщането си в България през 70-те години, Беров работи за Концертно-артистичния център към Главна дирекция „Българска музика“. Гастролира като солист из цяла Европа, както и в Съединените щати, Мексико, Куба, Монголия, Япония и др.
Отново подписва договор зад граница след края на социализма в България и завършва сценичната си кариера вече като хорист в оперния театър в Билефелд, ФРГ.
Беров е популярна личност сред музикалните среди в България, където се завръща като пенсионер и където през 2004 г. завършва житейския си път, допринесъл много за развитието на българското оперно изкуство.